# カルロ・ギンズブルグ
カルロ・ギンズブルグ（Carlo Ginzburg, 1939年4月15日 - ）は、イタリアの歴史家で、ミクロストリアの創始者。イタリア・ルネサンス、近現代史の専門家。

## 来歴
イタリアに、ウクライナ出身の作家レオーネ・ギンズブルグ (w:Leone Ginzburg)、イタリア出身の小説家ナターリア・ギンズブルグ （Natalia Ginzburg、 旧姓レーヴィ Levi、父親がユダヤ系）の子として生まれる。
つまり家系自体はユダヤ系だが、ユダヤ教教育を受けたわけではなく、また母系でないためにハラハー上はユダヤ人ではない。
1961年にピサ大学で博士号を取得。ボローニャ大学で教えた後、1988年からカリフォルニア大学ロサンゼルス校 (UCLA) 教授。

## 受賞・栄典
2010年バルザン賞受賞。

## 著作
- I benandanti-Stregoneria e culti agrari tra Cinquecento e Seicento, Einaudi, 1972.
- Das Schwert und die Glühbirne. Eine neue Lektüre von Picassos Guernica, Frankfurt am Main 1999, ISBN 3518121030.
- No Island is an Island. Four Glances at English Literature in a World Perspective, New York 2000, ISBN 0231116284.
- Un dialogo, Milano, 2003.
- Articles in Past and Present, Annales, Quaderni storici, Rivista storica italiana, Critical Inquiry, Elementa etc.
- Latitude, Slaves and the Bible: An Experiment in Microhistory  (PDF) Online paper by Carlo Ginzberg.

## 著作（日本語訳）
- 杉山光信訳『チーズとうじ虫――16世紀の一粉挽屋の世界像』（みすず書房, 1984年）
  - 新装版1995年、2003年、2012年、2021年、新版解説上村忠男
- 竹山博英訳『ベナンダンティ 16-17世紀における悪魔崇拝と農耕儀礼』（せりか書房, 1986年）
- 上村忠男訳『夜の合戦　16-17世紀の魔術と農耕信仰』（みすず書房, 1986年）
- 竹山博英訳『神話・寓意・徴候』（せりか書房, 1988年）
- 上村忠男・堤康徳訳『裁判官と歴史家』（平凡社, 1992年／ちくま学芸文庫, 2012年）
- 竹山博英訳『闇の歴史――サバトの解読』（せりか書房, 1992年）
- 森尾総夫訳『ピエロ・デッラ・フランチェスカの謎』（みすず書房, 1998年、新装版2006年）
- 竹山博英訳『ピノッキオの眼――距離についての九つの省察』（せりか書房, 2001年）
- 上村忠男訳『歴史・レトリック・立証』（みすず書房, 2001年）
- 上村忠男訳『歴史を逆なでに読む』（みすず書房, 2003年）
- 上村忠男訳『糸と痕跡』（みすず書房, 2008年）
- 上村忠男編訳『ミクロストリアと世界史　歴史家の仕事について』（みすず書房, 2016年）
- 上村忠男訳『政治的イコノグラフィーについて』（みすず書房, 2019年）
- 上村忠男訳『それでも。マキァヴェッリ、パスカル』（みすず書房, 2020年）
- 上村忠男編訳『恥のきずな　新しい文献学のために』（みすず書房, 2022年）
- 上村忠男編訳『どの島も孤島ではない イギリス文学瞥見』（みすず書房, 2023年）
- 上村忠男編訳『自由は脆い』（みすず書房, 2024年）

## 研究
- 上村忠男『歴史家と母たち　カルロ・ギンズブルグ論』（未來社, 1994年）
- 上村忠男『歴史をどう書くか　カルロ・ギンズブルグの実験』（みすず書房, 2023年）